# Kadarius Toney
Pour les articles homonymes, voir Toney.
(en) Statistiques sur pro-football-reference
Kadarius Toney né le 27 janvier 1999 à Mobile dans l'Alabama est un sportif professionnel américain de football américain jouant au poste de wide receiver dans la National Football League (NFL), actuellement agent libre.
Sélectionné en 22e choix lors de la draft 2021 par la franchise des Giants de New York, il y joue pendant deux saisons avant de rejoindre pendant deux autres saisons les Chiefs de Kansas City. Devenu agent libre, il rejoint les Browns de Cleveland qui le libèrent en décembre 2024.
Au niveau universitaire, il a joué quatre saisons (2017-2020) dans la NCAA Division I FBS pour les Gators de l'université de Floride.
Il se produit également en tant que rappeur sous le nom de Yung Joka.

## Biographie

### Jeunesse
Toney est né le 27 janvier 1999 à Mobile dans l'État de l'Alabama aux États-Unis. Il étudie au lycée Blount (en) de Eight Mile (en) en Alabama où il commence à jouer au football américain au poste de quarterback. Il y est titulaire lors de ses deux dernières années et est considéré comme un quarterback double option (dual-threat quarterback (en)).
Lors de son année junior, Toney gagne 3 604 yards à la passe et 596 yards à la course tout en inscrivant 53 touchdowns (37 à la passe et 16 à la course). Lors de son année senior, Toney gagne 2 984 yards et inscrit 32 touchdowns à la passe ainsi que 894 yards et 15 touchdowns supplémentaires à la course. Il termine sa carrière au lycée en tant que titulaire avec un bilan de 20 victoires pour 5 défaites.

### Carrière universitaire
Toney reçoit des propositions de bourse de plusieurs universités dont entre autres des Gamecocks de la Caroline du Sud, des Yellow Jackets de Georgia Tech, des Jaguars de South Alabama, du Crimson Tide de l'Alabama et des Gators de la Floride. Toney était à l'époque considéré comme une possible recrue trois étoiles en tant qu'athlète polyvalent.
Il intègre l'université de Floride et va se révéler un contributeur constant pour les Gators. Lors de son année senior, la production de Toney augmente considérablement. Il termine quatre matchs à plus de 100 yards gagnés en réception alors qu'il n'en avait réussi aucun lors de ses trois premières saisons. Il décide de ne pas jouer le Cotton Bowl Classic 2020 pour se présenter à la draft 2020 de la NFL.

### Carrière professionnelle
| Taille                | Poids          | Bras            | Main           | Sprint   | Sprint   | Sprint   | Shuttle 20 yards | 3 cones drill | Détente       | Détente             | Développé couché | Test Wonderlic |
| Taille                | Poids          | Bras            | Main           | 40 yards | 10 yards | 20 yards | Shuttle 20 yards | 3 cones drill | verticale     | horizontale         | Développé couché | Test Wonderlic |
| 1,82 m (5 ft 11 ⅝ in) | 88 kg (193 lb) | 79 cm (31 ¼ in) | 23 cm (9 ¼ in) | 4,38 s   | 1,54 s   | 2,51 s   | 4,23 s           | 6,88 s        | 1 m (39 ½ in) | 3,45 m (11 ft 4 in) | 9 reps           | -              |

#### Giants de New York
Toney est sélectionné en 20e choix global lors du premier tour de la draft 2021 de la NFL par la franchise des Giants de New York et, le 4 juin 2021, il signe un contrat de quatre ans pour un montant de 13,7 millions de $.
Au début du camp d'entraînement, Toney contracte la Covid-19 et est placé sur la liste des réservistes. Il commence la saison sur un mode mineur ne réussissant que quatre réceptions sur l'ensemble des trois premiers matchs de la saison 2021. Contre les Saints en 4e semaine (victoire 27 à 21), il effectue six réceptions pour un gain de 78 yards. La semaine suivante contre Dallas (défaite 44 à 20), il réalise la meilleure performance de sa jeune carrière en réussissant 10 réceptions pour un gain cumulé de 189 yards, améliorant ainsi le record de la franchise réalisé par un rookie et détenu par Odell Beckham Jr.. Il est néanmoins expulsé du match à la suite d'un coup de poing donné au safety des Cowboys Damontae Kazee (en). Le 13 décembre 2021, Toney est placé sur la liste des réserviste ayant de nouveau contracté la Covid-19.

#### Chiefs de Kansas City

##### 2022
Le 27 octobre 2022, Kadarius Toney est échangé aux Chiefs de Kansas City contre des choix de troisième et sixième tour de la draft 2023.
Il inscrit son premier touchdown professionnel lors du match de la 10e semaine contre les Jaguars. En 2022, il dispute neuf rencontres et totalise 16 réceptions pour un gain cumulé de 171 yards et deux touchdowns.
Lors du quatrième quart temps du Super Bowl LVII remporté 38 à 35 contre les Eagles, Toney établit un record NFL en effectuant un retour de punt de 65 yards, dépassant les 61 yards effectués par Jordan Norwood (en) lors du Super Bowl 50. Il inscrit également un touchdown lors du quatrième quart temps qui permet aux Chiefs de mener au score pour la première fois du match.

##### 2023
En juillet, Toney subit une opération au genou pour une déchirure du ménisque subie lors du premier entraînement du camp d'été,. Il est cependant apte à jouer pour le premier match de la saison régulière perdu 20 à 21 contre les Lions de Détroit, où il n'effectue qu'une réception pour un gain de un yard et une course pour une perte de deux yards. Son match est marqué par deux drops lors de passes cruciales : le premier est récupéré par le safety Brian Branch qui le retourne en touchdown (pick-six) et le second empêche les Chiefs de gagner du terrain afin de pouvoir tenter un field goal qui aurait pu leur donner la victoire. Après le match, Toney a admis son entière responsabilité lors de ces actions.
Lors du match en 14e semaine (défaite 17 à 20 contre les Bills de Buffalo), Toney est pénalisé pour un hors-jeu (offside) en fin de quatrième quart temps annulant le touchdown qu'il avait inscrit à la suite d'une passe latérale de Travis Kelce alors qu'il ne restait plus que une minute et douze secondes de jeu, touchdown qui leur aurait très probablement donné la victoire. Après le match, le quarterback Patrick Mahomes et l'entraîneur principal Andy Reid des Chiefs, ont déclaré ne pas être d'accord avec la décision du corps arbitral. Carl Cheffers, arbitre dans la NFL, a déclaré à ce sujet que même si les joueurs sont parfois avertis avant d'être pénalisés en cas d'alignement incorrect au niveau de la ligne de mêlée, l'alignement de Toney était « au-delà de l'avertissement » et que « certainement, aucun avertissement n'est requis, surtout s'ils sont alignés si loin hors-jeu où ils bloquent réellement notre vue sur le ballon »,. La semaine suivante contre les Patriots, Toney fait de nouveau la une des journaux après avoir raté une réception se terminant en interception lors du 4e quart-temps. Cette bourde a éclipsé la victoire des Chiefs (27-17), la plupart des gros titres étant concentrés sur les mauvaises performances de Toney tout au long de la saison. Lorsqu'on lui a demandé son avis sur Toney, l'entraîneur principal Andy Reid a pris sa défense, déclarant qu'« il ne l'avait pas critiqué ». C'est le dernier match de saison régulière disputé par Toney, celui-ci étant blessé à la hanche et à la cheville,,.
Toujours désigné blessé par sa franchise, il ne participe pas aux matchs de wild card et de tour de division. Pour la finale de conférence, la franchise indique qu'il n'est pas présent pour « raisons personnelles ». Le 28 janvier 2024, Toney suscite la controverse lors d'une diffusion en direct sur Instagram dans laquelle il affirme qu'il n'était pas blessé contrairement aux communiqués de sa franchise. Il s'est ensuite excusé mais n'a pas rétracté ses propos.
Après avoir été désigné inactif pour le Super Bowl, il termine la saison 2023 après avoir disputé 13 matchs dont deux en tant que titulaire, avec 27 réceptions réussies sur 38 passes pour un gain de 169 yards et un touchdown. Il remporte une deuxième bague de Super Bowl, les Chiefs ayant battu les 49ers de San Francisco sur le score de 25 à 22 au Super Bowl LVIII.

##### 2024
Le 2 mai 2024, les Chiefs décident de ne pas activer l'option de cinquième année du contrat de Toney lequel devient agent libre après la saison 2024. 

#### Browns de Cleveland
Le 9 septembre 2024, Toney rejoint l'équipe d'entraînement (practice squad) des Browns de Cleveland,. Il intègre l'équipe principale le 7 décembre et participe aux matchs des 11 13 et 14e semaines. À la suite de son attitude lors du dernier match contre les Steelers de Pittsburgh où il rate un punt et écopé d'une pénalité pour provocation (taunting), il est libéré par led Browns le 10 décembre.

## Vie privée
Toney est également un rappeur connu sous le nom de Yung Joka.

### Affaire judiciaire
Accusé d'avoir étranglé une femme le 14 janvier 2025 dans l'État de la Géorgie, un mandat d'arrêt est délivré à l'encontre de Toney le 15 janvier 2025 du chef de voies de fait graves et d'obstruction aux appels au 911. Sa caution est fixée à 25 000 $ pour chaque chef d'accusation. Il est arrêté le 6 février 2025, et libéré le jour même après paiement des 5 000 $. 

## Statistiques
| Année       | Équipe               | Statut      | MJ |     | Passes réceptionnées | Passes réceptionnées | Passes réceptionnées | Passes réceptionnées |       | Courses | Courses | Courses | Courses |
| Année       | Équipe               | Statut      | MJ | Nb. | Yards                | Moy.                 | TD                   | Nb.                  | Yards | Moy.    | TD      |         |         |
| 2017        | Gators de la Floride | Fr.         | 08 | 15  | 152                  | 10,1                 | 01                   | 14                   | 120   | 08,6    | 1       |         |         |
| 2018        | Gators de la Floride | So.         | 12 | 25  | 260                  | 10,4                 | 0                    | 21                   | 240   | 11,4    | 0       |         |         |
| 2019        | Gators de la Floride | Jr.         | 07 | 10  | 194                  | 19,4                 | 0                    | 12                   | 059   | 04,9    | 0       |         |         |
| 2020        | Gators de la Floride | Sr.         | 11 | 70  | 984                  | 14,1                 | 10                   | 19                   | 161   | 08,5    | 1       |         |         |
| Totaux NCAA | Totaux NCAA          | Totaux NCAA | 38 | 120 | 1 590                | 13,3                 | 12                   | 66                   | 580   | 8,8     | 2       |         |         |

| Année      | Équipe                | MJ |     | Passes réceptionnées | Passes réceptionnées | Passes réceptionnées | Passes réceptionnées |       | Courses | Courses | Courses | Courses |  | Fumbles | Fumbles |
| Année      | Équipe                | MJ | Nb. | Yards                | Moy.                 | TD                   | Nb.                  | Yards | Moy.    | TD      | Nb.     | Perdus  |  |         |         |
| 2021       | Giants de New York    | 10 | 39  | 420                  | 10,8                 | 0                    | 3                    | 06    | 02,0    | 0       | 0       | 0       |  |         |         |
| 2022       | Giants de New York    | 02 | 02  | 0                    | 00,0                 | 0                    | 0                    | 0     | 00,0    | 0       | 0       | 0       |  |         |         |
| 2022       | Chiefs de Kansas City | 07 | 14  | 171                  | 12,2                 | 2                    | 5                    | 59    | 11,8    | 1       | 1       | 1       |  |         |         |
| 2023       | Chiefs de Kansas City | 13 | 27  | 169                  | 6,3                  | 1                    | 11                   | 31    | 02,8    | 0       | 1       | 0       |  |         |         |
| 2024       | Browns de Cleveland   | 03 | 0   | 0                    | 00,0                 | 0                    | 02                   | 0- 4  | 0- 2    | 0       | 1       | 0       |  |         |         |
| Totaux NFL | Totaux NFL            | 35 | 82  | 760                  | 9,3                  | 3                    | 23                   | 115   | 3,6     | 1       | 3       | 1       |  |         |         |

| Année      | Équipe                | MJ |               | Passes réceptionnées | Passes réceptionnées | Passes réceptionnées | Passes réceptionnées |               | Courses       | Courses       | Courses | Courses |  | Fumbles | Fumbles |
| Année      | Équipe                | MJ | Nb.           | Yards                | Moy.                 | TD                   | Nb.                  | Yards         | Moy.          | TD            | Nb.     | Perdus  |  |         |         |
| 2022       | Chiefs de Kansas City | 3  | 7             | 50                   | 7,1                  | 1                    | 1                    | 14            | 14,0          | 0             | 0       | 0       |  |         |         |
| 2023       | Chiefs de Kansas City | -  | N'as pas joué | N'as pas joué        | N'as pas joué        | N'as pas joué        | N'as pas joué        | N'as pas joué | N'as pas joué | N'as pas joué | -       | -       |  |         |         |
| Totaux NFL | Totaux NFL            | 3  | 7             | 50                   | 7,1                  | 1                    | 1                    | 14            | 14,0          | 0             | 0       | 0       |  |         |         |